# Goeree-Overflakkee (waterschap)
Waterschap Goeree-Overflakkee is een voormalig waterschap van wie het grondgebied overeenkwam met het huidige eiland Goeree-Overflakkee. Het waterschap heeft bestaan van 1981 tot 2005.
In 1940 waren er op het hele eiland ruim 50 polders en vijf waterschappen. Halverwege de jaren 50 is een aantal polders die een samen een bemalingseenheid vormden samengevoegd. In 1957 zijn de polders rond Goedereede samengevoegd tot de Goereese polder, waarbij zich tien jaar later de polders rond Stellendam en Ouddorp bij aansloten.
In 1973 werden alle polders op het midden en oosten van het eiland opgeheven en werd het waterschap Flakkee opgericht.
Zo waren er in de jaren 70 twee grote publieke lichamen op het eiland, die op last van de provincie in 1981 werden samengevoegd tot het Waterschap Goeree Overflakkee. 
Het nieuwe waterschap had tot taak de zorg voor ongeveer 80 km hoofdwaterkeringen, 75 km binnenwaterkering en 440 km weg. Het dagelijks bestuur van het waterschap bestond uit een dijkgraaf en zes heemraden. In 2005 is het waterschap opgegaan in Waterschap Hollandse Delta.